# Velarización
La velarización es un cambio fonético asimilatorio por el cual un fonema o sonido desplaza su punto de articulación hasta la región velar.
También se llama velarización o coarticulación velarizada a una forma de coarticulación o articulación secundaria de una consonante en la que la parte posterior de la lengua se eleva hacia el paladar blando o velo durante la articulación de la consonante.

## Ejemplos de cambios fonéticos
- En el español popular la velarización es una tendencia importante que afecta fundamentalmente a los sonidos labiales y labio-velares:

es decir que el posdorso de la lengua estará contra el velo del paladar en la fonación.
abuelo > agüelo, huevo > güevo,

## Consonantes velarizadas
En el Alfabeto Fonético Internacional, la coarticulación velarizada se puede indicar mediante uno de los siguientes tres diacríticos:
1. Una tilde o virgulilla sobre la letra que cubre tanto la velarización como la faringealización, como en el sonido [ɫ] (versión velarizada de [l] que se da tanto en catalán en todas las posiciones o en la posición postvocálica del inglés).
2. Un superíndice gamma <ˠ> tras la letra que designa el sonido o alófono consonántico velarizado, como en [tˠ] (versión velarizada de [t])
3. Un superíndice w (uve doble) <ʷ> indica velarización y labialización simultáneas (simultaneidad de coarticulación velar y labial), como en  [sʷ], o labializaciónn de una consonante velar, como en [kʷ].

Aunque los estudios de electropalatografía han mostrado que existe todo un continuo de posibles grados de velarización el AFI no proporciona ningún medio de indicar los diferentes grados de velarización, ya que esta diferenciación no parece ser fonémicamente relevante en ninguna lengua conocida.
Un ejemplo común de consonante velarizada es la "aproximante lateral alveolar velarizada" o "L oscura". En algunas variantes dialectales del inglés, como la Received Pronunciation, el fonema /l/ tiene dos diferentes alófonos o sonidos: el alófono "oscuro" o velarizado aparece en la coda silábica (e.g. en full 'lleno'), mientras que el alónfo "claro" o no-velarizado aparece en posición de ataque silábico (e.g. en lawn 'prado'). Otras variantes del inglés, como el inglés de Escocia y el inglés australiano tienen "L oscura" en todas las posiciones, mientras que el angloirlandés tiene "L clara" en todas las posiciones. Otra lengua que tiene esta distinción  es el albanés, que contrasta una "L clara", escrita l, frente a una "L oscura", escrita ll. El catalán y el turco también tienen una "L oscura" que es un simple alófono del fonema /l/ en determinados contextos articulatorios.
En muchas lenguas, la velarización está asociada generalmente sobre todo con las articulaciones dentales de consonantes coronales, por lo que una "l oscura" tiende a ser dental o dentoalveolar, mientras que una "l clara" tiende a ser retrotraída a una posición alveolar.
En unas pocas lenguas, entre las que están el irlandés y el ruso, las consonantes velarizadas contrastan fonemáticamente con las consonantes palatalizadas. Este contraste velarizado/palatalizado se conoce en irlandés con los términos "sonido ancho / sonido agudo" y en ruso con los términos "sonido duro / sonido blando".